# هلند (خواننده)
هلند (انگلیسی: Holland؛ زادهٔ ۴ مارس ۱۹۹۶) خواننده اهل کره جنوبی است. وی از سال ۲۰۱۸ میلادی تاکنون مشغول فعالیت بوده‌است. از او به عنوان نخستین آیدل آشکارا همجنسگرای موسیقی پاپ کره‌ای یاد می‌شود.

## نام
نام هنری هلند را به عنوان ادای احترام به حقوق LGBT در هلند | اولین کشوری که ازدواج همجنسگرا را قانونی می‌کند انتخاب کرد.

## زندگی شخصی
هلند به عنوان «اولین آیدل کی-پاپ آشکار همجنسگرا» شناخته می‌شود. او تک فرزند است. والدین او پس از انتشار مقاله ای از یک مصاحبه، متوجه گرایش جنسی او شدند. هلند که در آن زمان در خانه نبود، بعد از اینکه خانواده اش متوجه شدند نامه ای به خانواده اش نوشته بود و همه چیز را برای آنها توضیح داده بود. خانواده اش با گریه او را پذیرفتند، غافل از سختی‌هایی که او به خاطر تمایلات جنسی اش متحمل شده بود. او در رشته عکاسی در مؤسسه هنر سئول بود، اما پس از اولین حضورش در سال ۲۰۱۸، تحصیل را رها کرد.
او تصمیم گرفت برای اولین بار به عنوان یک خواننده صحبت کند تا بر اساس تجربیات خود با مهاجمان خشونت‌آمیز و قربانیان اقلیت‌های جنسی صحبت کند. در حین آماده‌سازی آلبوم، او سعی کرد برای اولین بار خود، با چندین آژانس قرارداد امضا کند، اما زمانی که او داستان اقلیت جنسی را از طریق موسیقی تعریف کرد و تمایل خود را برای توسعه گفتمانی در مورد تبعیض علیه اقلیت جنسی به تنهایی ابراز کرد، این قرارداد شکست خورد. در پایان، او اولین تک آهنگ خود را با پولی که از کار پاره وقت خود برای حدود دو سال بدون نمایندگی خود پس‌انداز کرد، تولید کرد.

## ترانه‌شناسی

### تک‌آهنگ‌ها
| عنوان              | سال  | بالاترین رتبه در چارت | آلبوم             |
| عنوان              | سال  | KOR                   | آلبوم             |
| ------------------ | ---- | --------------------- | ----------------- |
| "Neverland"        | ۲۰۱۸ | —                     | Holland           |
| "I'm Not Afraid"   | ۲۰۱۸ | —                     | Holland           |
| "I'm So Afraid"    | ۲۰۱۸ | —                     | Holland           |
| "Nar_C"            | ۲۰۱۹ | –                     | Holland           |
| "Loved You Better" | ۲۰۱۹ | –                     | تک‌آهنگ بدون آلبوم |

### موزیک ویدیوها
| عنوان              | سال  | کارگردان   |
| ------------------ | ---- | ---------- |
| "Neverland"        | ۲۰۱۸ | سئنجین لی  |
| "I'm Not Afraid"   | ۲۰۱۸ | داونی جونگ |
| "I'm So Afraid"    | ۲۰۱۸ | داونی جونگ |
| "Nar_C"            | ۲۰۱۹ | لی سانگدئک |
| "Loved You Better" | ۲۰۱۹ | لی سانگدئک |

## فیلم‌شناسی

### مجموعهٔ اینترنتی
| سال  | عنوان          | نقش  | Ref.   |
| ---- | -------------- | ---- | ------ |
| ۲۰۲۲ | اقیانوس مثل من | تامی | [ ۱۰ ] |

## جوایز و نامزدها
| سال  | نامزدشده | جایزه     | نتیجه | منبع   |
| ---- | -------- | --------- | ----- | ------ |
| ۲۰۱۸ | هلند     | Dazed 100 | برنده | [ ۱۱ ] |